# Megaselia pygmaeola
Megaselia pygmaeola is een vliegensoort uit de familie van de bochelvliegen (Phoridae). De wetenschappelijke naam van de soort werd voor het eerst geldig gepubliceerd in 1966 door Borgmeier.